# Lista najwyższych budynków w Korei Północnej
Artykuł o najwyższych wieżowcach w Korei Północnej. Większość z nich jest wykorzystywana jako hotele lub kondominium.
Odkąd Kim Dzong Un stał się przywódcą Korei Północnej, w grudniu 2011, Korea Północna odnotowała znaczący wzrost w budownictwie. Inwestycje rządowe z jednej strony koncentrowały się na ukończeniu olbrzymich prestiżowych projektów: Mansudae Apartments Complex z 2012, ośrodek narciarski Masik Ryong z 2013, ulica Naukowców Przyszłości z 2015, ulica Ryŏmyŏng z 2017, ulica Songhwa z 2022, obszar Hwasong z 2023 i 2024 oraz obszar Sopho z 2024, z drugiej strony odnotowano wysoki wzrost pomniejszych projektów w całym kraju. Trwa nieustanna rozbudowa miast (Pjongjangu, Hamhŭngu, Wŏnsanu, Ch’ŏngjinu, Rasŏnu). Niektórzy obserwatorzy twierdzą, że projekty budowlane oznaczają, że sankcje nie działają, należy jednak przypomnieć, że w Korei Północnej budowa kosztuje znacznie mniej niż na Zachodzie. Można zasugerować, że panoramy miast w Korei Północnej będą się zmieniać przez wiele lat.

## Ranking najwyższych budynków
Lista najwyższych ukończonych budynków w Korei Północnej mających powyżej 40 kondygnacji nadziemnych:
| Nazwa                                      | Miasto    | Liczba kondygnacji | Rok ukończenia budowy | Uwagi |
| ------------------------------------------ | --------- | ------------------ | --------------------- | --- |
| Jonwi 80-storey Building                   | Pjongjang | 80                 | 2024                  | Jest częścią ambitnego projektu budowy 4100 domów w północnej części stolicy w dzielnicy Sopho wzdłuż ulicy JonwiUroczyste otwarcie nastąpiło 14 maja 2024   |
| Songhwa Street Main Tower                  | Pjongjang | 80                 | 2022                  | ulica Songhwa w Pjongjangu |
| Ryomyong Apartment 1                       | Pjongjang | 70                 | 2017                  | ulica Ryŏmyŏng w Pjongjangu |
| Jonwi 60-storey Building                   | Pjongjang | 60                 | 2024                  | Jest częścią ambitnego projektu budowy 4100 domów w północnej części stolicy w dzielnicy Sopho wzdłuż ulicy Jonwi. Uroczyste otwarcie nastąpiło 14 maja 2024 |
| Hwasong Area Twin Tower 1                  | Pjongjang | 60                 | 2023                  | pierwszy etap rozbudowy obszaru Hwasong |
| Ryomyong Apartment 2                       | Pjongjang | 55                 | 2017                  | ulica Ryŏmyŏng w Pjongjangu |
| Ryomyong Apartment 3                       | Pjongjang | 55                 | 2017                  | ulica Ryŏmyŏng w Pjongjangu |
| Mirae Scientists Street Residential Tower  | Pjongjang | 53                 | 2015                  | część ulicy Naukowców Przyszłości w Pjongjangu |
| Hwasong 50-storey Building                 | Pjongjang | 50                 | 2025                  | Trzeci etap rozbudowy obszaru Hwasong dla 10000 gospodarstw domowych. Uroczyste otwarcie nastąpiło 16 kwietnia 2025                                          |
| Hwasong 50-storey Building                 | Pjongjang | 50                 | 2023                  | pierwszy etap rozbudowy obszaru Hwasong |
| Ryomyong Apartment 5                       | Pjongjang | 50                 | 2017                  | ulica Ryŏmyŏng w Pjongjangu |
| Yanggakdo Hotel                            | Pjongjang | 47                 | 1995                  | Hotel znajduje się na wyspie na rzece Taedong w Pjongjangu.                                                                                                  |
| Kim Chaek University of Technology Tower 1 | Pjongjang | 46                 | 2014                  | część ulicy Naukowców Przyszłości w Pjongjangu |
| Kim Chaek University of Technology Tower 2 | Pjongjang | 46                 | 2014                  | część ulicy Naukowców Przyszłości w Pjongjangu |
| Hwasong 45-storey Building                 | Pjongjang | 45                 | 2025                  | Trzeci etap rozbudowy obszaru Hwasong dla 10000 gospodarstw domowych. Uroczyste otwarcie nastąpiło 16 kwietnia 2025                                          |
| KISU Residential Tower 1                   | Pjongjang | 45                 | 2013                  | Budynek znajduje się na obszarze Janggyong 2-dong w Pjongjangu                                                                                               |
| Mansudae Apartment 1                       | Pjongjang | 45                 | 2012                  | część Mansudae Apartments Complex |
| Mansudae Apartment 2                       | Pjongjang | 45                 | 2012                  | część Mansudae Apartments Complex |
| Kumsong 2 Tower                            | Pjongjang | 43                 | 1989                  | Budynek jest częścią projektu rozbudowy ulicy Kwangbok w dzielnicy Man’gyŏngdae                                                                              |
| Tongan Residential 4                       | Pjongjang | 42                 | 2021                  | znajduje się na obszarze Tongan-dong |
| Tongan Residential 3                       | Pjongjang | 42                 | 2020                  | znajduje się na obszarze Tongan-dong |
| Kwangbok Street 1                          | Pjongjang | 42                 | 1989                  | Znajduje się w Man’gyŏngdae. |
| Artist Housing                             | Pjongjang | 42                 | 1986                  | zlokalizowany w pobliżu Hotelu Rjugjong występuje również pod nazwą "Drawings of Pyongyang Information Center"                                               |
| Scientists Apartment                       | Pjongjang | 42                 | 1986                  | zlokalizowany w pobliżu Hotelu Rjugjong, występuje również pod nazwą "KWP Scientists Apartment"                                                              |
| Jonwi 40-storey Building 1                 | Pjongjang | 40                 | 2024                  | Jest częścią ambitnego projektu budowy 4100 domów w północnej części stolicy w dzielnicy Sopho wzdłuż ulicy Jonwi. Uroczyste otwarcie nastąpiło 14 maja 2024 |
| Jonwi 40-storey Building 2                 | Pjongjang | 40                 | 2024                  | Jest częścią ambitnego projektu budowy 4100 domów w północnej części stolicy w dzielnicy Sopho Wzdłuż ulicy Jonwi. Uroczyste otwarcie nastąpiło 14 maja 2024 |
| Rimhung Twin Tower 1                       | Pjongjang | 40                 | 2024                  | drugi etap rozbudowy obszaru Hwasong dla 10000 gospodarstw domowych. Uroczyste otwarcie nastąpiło 16 kwietnia 2024                                           |
| Rimhung Twin Tower 2                       | Pjongjang | 40                 | 2024                  | drugi etap rozbudowy obszaru Hwasong dla 10000 gospodarstw domowych. Uroczyste otwarcie nastąpiło 16 kwietnia 2024                                           |
| Hwasong Area Red Twin Tower 1              | Pjongjang | 40                 | 2023                  | pierwszy etap rozbudowy obszaru Hwasong |
| Hwasong Area Red Twin Tower 2              | Pjongjang | 40                 | 2023                  | pierwszy etap rozbudowy obszaru Hwasong |
| Hwasong Hapjang Tower                      | Pjongjang | 40                 | 2023                  | pierwszy etap rozbudowy obszaru Hwasong |
| Ryomyong Aparment 4                        | Pjongjang | 40                 | 2017                  | Ryomyong Street |
| Chongryu Tower 1                           | Pjongjang | 40                 | 2017                  | ulica Ryŏmyŏng w Pjongjangu |
| Taedong Residences 1                       | Pjongjang | 40                 | 2015                  | część ulicy Naukowców Przyszłości w Pjongjangu |
| Mirae Green Tower 1                        | Pjongyang | 40                 | 2015                  | część ulicy Naukowców Przyszłości w Pjongjangu |
| Mansudae Apartment 3                       | Pjongjang | 40                 | 2012                  | część Mansudae Apartments Complex |
| Thongil Tower                              | Pjongyang | 40                 | 1992                  | Jest najwyższym budynkiem na ulicy Zjednoczenia. |
| Koryo Hotel 1                              | Pjongjang | 40                 | 1985                  | Hotel znajduje się przy ulicy Changgwang. |
| Koryo Hotel 2                              | Pjongjang | 40                 | 1985                  | Hotel znajduje się przy ulicy Changgwang. |

## Wieżowce w trakcie budowy
Lista budynków w Korei Północnej powyżej 40 kondygnacji nadziemnych, których budowa rozpoczęła się:
| Nazwa               | Miasto    | Liczba kondygnacji | Planowany rok ukończenia budowy | Uwagi |
| ------------------- | --------- | ------------------ | ------------------------------- | --- |
| Hotel Rjugjong      | Pjongjang | 105                | 20??                            | Budowę rozpoczęto w 1987, wstrzymano w 1993, wznowiono w 2008 (położono szklaną elewację). Ściana wejściowa do hotelu została wybudowana w 2014. Ściana wejściowa do hotelu została wyburzona w lipcu 2017. Zniszczenie muru może oznaczać, że budowa ma się wznowić, mówi obserwator. |
| Koryo Hotel 3       | Pjongjang | 45                 | 20??                            | Budowę rozpoczęto w 2012, po wylaniu fundamentów budowę przerwano pod koniec 2013. Na zdjęciach satelitarnych widać wznowienie prac budowlanych, jednakże nie wiadomo czy nie zmieniono projektu budynku.                                                                              |
| Taehak Twin Tower 1 | Pjongjang | 40                 | 2026                            | Ostatni etap rozbudowy Pjongjangu pięcioletniego planu rozbudowy Stolicy, jest to czwarty etap rozbudowy obszaru Hwasong dla 10000 gospodarstw domowych. Uroczyste rozpoczęcie 17 lutego 2025                                                                                          |
| Taehak Twin Tower 2 | Pjongjang | 40                 | 2026                            | Ostatni etap rozbudowy Pjongjangu pięcioletniego planu rozbudowy Stolicy, jest to czwarty etap rozbudowy obszaru Hwasong dla 10000 gospodarstw domowych. Uroczyste rozpoczęcie 17 lutego 2025                                                                                          |

## Wieżowce planowane, wizja lub odrzucone
Lista budynków w Korei Północnej powyżej 40 Kondygnacji nadziemnych, których budowa jest planowana lub odrzucona
| Nazwa                  | Miasto    | Liczba kondygnacji | Uwagi |
| ---------------------- | --------- | ------------------ | --- |
| KKG Avenue             | Pjongjang | 63                 | Była to wizja wybudowania centrum usługowo-hotelowego. Potem na miejscu planowanej budowy zrealizowano ulicę Naukowców Przyszłości.                                                                       |
| Wonsan Hotel           | Wŏnsan    | 60                 | Planowana jest budowa nowego pięciogwiazdkowego hotelu w Wŏnsan. Nowy hotel pomieściłby 1000 osób i znajdowałby się wzdłuż plaży w Wŏnsan. Planuje się, że wybudowanie hotelu trwałoby 26 miesięcy.       |
| KKG Avenue Hotel 1     | Pjongjang | 50                 | Wizja wybudowania nowego kompleksu hotelowego z 2008. Obecnie na tym terenie znajduje się ulica Naukowców Przyszłości.                                                                                    |
| KKG Avenue Hotel 2     | Pjongjang | 50                 | Wizja wybudowania nowego kompleksu hotelowego z 2008. Obecnie na tym terenie znajduje się ulica Naukowców Przyszłości.                                                                                    |
| Sosan Office Tower     | Rasŏn     | 40                 | W planie rozwoju miasta Rasŏn, który został opracowany po przyjeździe Kim Dzong Ila z Chin w maju 2010, zostało zaprojektowanych kilka wieżowców biurowych 40 piętrowych w dzielnicach Sason i Dongmyong. |
| Dongmyong Office Tower | Rasŏn     | 40                 | W planie rozwoju miasta Rasŏn, który został opracowany po przyjeździe Kim Dzong Ila z Chin w maju 2010, zostało zaprojektowanych kilka wieżowców biurowych 40 piętrowych w dzielnicach Sason i Dongmyong. |
| P'ohang Tower 1        | Ch’ŏngjin | 40                 | Planowana budowa kompleksu najwyższych wieżowców w Ch’ŏngjin w Korei Północnej znajdujących się w projekcie mieszkaniowym.                                                                                |
| P'ohang Tower 2        | Ch’ŏngjin | 40                 | Planowana budowa kompleksu najwyższych wieżowców w Ch’ŏngjin w Korei Północnej znajdujących się w projekcie mieszkaniowym.                                                                                |
| P'ohang Tower 3        | Ch’ŏngjin | 40                 | Planowana budowa kompleksu najwyższych wieżowców w Ch’ŏngjin w Korei Północnej znajdujących się w projekcie mieszkaniowym.                                                                                |
| P'ohang Tower 4        | Ch’ŏngjin | 40                 | Planowana budowa kompleksu najwyższych wieżowców w Ch’ŏngjin w Korei Północnej znajdujących się w projekcie mieszkaniowym.                                                                                |